# Wendy Sue Lamm
Pour les articles homonymes, voir Lamm.
Wendy Sue Lamm, née en 1964 à Los Angeles, est une photographe américaine.

## Carrière
Diplômée de l'Université de Berkeley aux États-Unis en 1988, Wendy Sue Lamm fait ses classes de photojournalisme au sein de l'Agence France-Presse où elle reste jusqu'en 1997.
De 1988 à 1996 elle travaille dans les lieux les plus divers des États-Unis, de El Paso à New York et San Francisco. En 1994 elle est membre de l'équipe du journal Los Angeles Times qui couvre le Séisme de Northridge, et des clichés de Lamm font partie de la collection qui valut au personnel du journal un Prix Pulitzer l'année suivante.
Entre 1996 et 2005 elle est en poste à Jérusalem, à Paris et à Stockholm. Depuis 1998 elle travaille pour l'agence italienne Contrasto. En 1997 elle remporte le 1er prix de World Press Photo dans la catégorie Spot news pour une photo publiée avec l'Agence France-Presse. Cette double image représente, face à face, des soldats israéliens et un Palestinien, avec une séparation épaisse entre eux. En 1998 elle remporte le 3e prix de World Press Photo dans la catégorie Art pour une photo publiée avec l'agence Contrasto.
En 1999 elle remporte, pour sa photo Holy Water, toujours publiée avec son agence italienne, la récompense d'excellence décernée par la National Press Photographers Association (NPPA) lors du 56th Annual Pictures of the Year Contest.
En 2005, lorsque l'Agenzia Contrasto ouvre un canal de distribution aux États-Unis, Lamm retourne vivre et travailler dans sa Los Angeles natale.
De son mari Esaias, elle a un garçon nommé Elia.

## Œuvres
Ce qui valut à Lamm son plus grand succès est une collection de photos faites dans les Territoires palestiniens occupés et en Israël qui a été exposée dans divers pays et a été rassemblée dans le livre From the Land of Miracles (De la terre des miracles), publié en 2005,. Le livre a été traduit en italien et en suédois. C'est probablement la dimension métaphorique des photos de W. S. Lamm qui constitue leur principale caractéristique. Il s'agit de photos dans lesquelles le soin de la qualité artistique est lié à un message humain et une contextualisation dans l'actualité politique, comme cela est bien décrit dans les quelques citations reproduites ci-dessous.
La photo ayant remporté le 1er prix du World Press Photo a été analysée dans la même perspective par Søren Kolstrup:
« Wendy Sue Lamm's picture of the clash between Israeli soldiers and Palestinians took first prize in the category Spot News, singles, in 1998. The photo is divided by a pillar in the middle, (…). Both groups are inscribed in a triangular shape; both shapes express movement, but in different ways. »
La photo présente donc deux sujets, qui sont côte à côte du point de vue spatial, mais qui du point de vue de leur action agissent dans des directions différentes.
Commentant une exposition de la collection de photos De la Terre des miracles tenue en Italie Giancarlo Pauletto, curateur du Musée d'Art moderne, a explicité le message contenu dans d'autres œuvres de Lamm, en s'appuyant également sur leur dimension métaphorique:
« Sur la première photo des enfants se baignent dans la Méditerranée, dans la région de la Bande de Gaza. L'un d'eux joue, à ce qu'il semble, avec une bouteille de plastic contenant deux petits poissons. Cette image est surréelle, presque un tour de magie, et se prête bien comme introduction aux situations et aux "miracles" que l'on voit sur cette série de photos et qui est un extraordinaire témoignage d'une tragédie de l'histoire, mais aussi d'une volonté inaltérable de vivre, d'un pays destiné à être le terrain d'essai de la sincérité de tant de positions culturelles et politiques. »
« Sur la dernière photo, une figure peine à se frayer un chemin à travers la boue des rivages de la Mer Morte. Cette figure attire naturellement notre attention car c'est une figure humaine, mais la plus grande partie de l'espace de la photo est occupée par l'obscurité, la boue dense qui semble emprisonner pour l'éternité tout ce qui tombe en elle. Il est difficile de ne pas voir dans cette image réellement intense une métaphore puissante des forces négatives et tenaces qui font obstacle à la voie vers la paix – une paix qui serait un signal majeur non seulement pour le Moyen-Orient mais pour le monde entier. »
Commentant ce même livre David Schonauer, de American Photo, a écrit que:
« A la base, ce livre documente l'impact du processus de paix sur la vie quotidienne en Israël et dans les Territoires palestiniens. Mais l'objectif de Lamm est plus vaste. Ses compositions complexes et l'usage des couleurs en font moins un projet documentaire qu'un voyage personnel. »

## Expositions

### Expositions individuelles (sélection)
- 2005: Dalla Terra Dei Miracoli, FORMA, Centre international de la photographie, Milan, Italie
- 2007: Dalla Terra Dei Miracoli, Dedica Festival, Pordenone, Italie
- 2007: Maroon 5 – It Won’t Be Soon Before Long, Virtual exhibit
- 2008: From the Land of Miracles, Dortort Center, UCLA, Los Angeles, Californie, États-Unis
- 2008: Between War and Peace - From the Land of Miracles, Hillel's Rubin-Frankel Gallery, Université de Boston, Boston, Massachusetts, États-Unis[13]
- 2009: From the Land of Miracles, The Perfect Exposure Gallery, Los Angeles, Californie, États-Unis [14]
- 2010: A-wop-bop-a-loo-bop a-lop-bam-boo, Six Decades of Rock ’n’ Roll, Amerika Haus, Munich, Allemagne
- 2010: DRAWING THE LINE, Beverly Arts Center, Chicago, Illinois, États-Unis

### Expositions collectives (sélection)
- 2000: A Century of Love and War, Asahi Museum, Asahi Japon
- 2001: Maison de la culture Frontenac, Montréal, Canada
- 2001: South Africa National Gallery, Afrique du Sud
- 2001: Bild Museet, Umea, Suède
- 2001: Inferno and Paradiso, cur: Alfredo Jaar, Riksutstallningar
- 2002: Nativité dans les rues de Barr, Strasbourg, France
- 2002: Holy Land, 6e Encuentro internacional de Fotoperiodismo, Ciudad de Gijon, Espagne
- 2002: Le Photojournalisme, cur: De Maigret, Hôtel-de-Ville de Paris 16, Paris, France
- 2003: Granser (Boundaries), Riksutstallningar, Stockholm Stadsmuseet, Stockholm, Suède
- 2004: Eurogeneration, Palazzo Reale – Palais royal de Milan, Milan, Italie
- 2005: Eurogeneration, Museo di Roma in Trastevere, Rome, Italie
- 2005: Best Books of the Year, Scandinavian Book Fair, Göteborg, Suède
- 2007: Aesthetics, The Perfect Exposure Gallery, Los Angeles
- 2009: Aesthetics, The Perfect Exposure Gallery, Los Angeles
- 2009: Like Water on Rock: Exhibit by the Jewish Women Artists' Network (30 Jewish women artists), Gotthelf Art Gallery, Center for Jewish Culture at the Lawrence Family Jewish Community Center, La Jolla, San Diego, Californie[15]
- 2009: The Finegood Art Gallery, West Hills, Californie
- 2009: Like Water on Rock: Exhibit by the Jewish Women Artists' Network, Platt/Borstein Galleries at American Jewish University, Los Angeles, Californie, États-Unis[16]

## Ouvrages

### Monographies
- (en) From the Land of Miracles, Contrasto 2005
- (it) Dalla Terra Dei Miracoli, Contrasto, Italie 2005
- (sv) Fran Undrens Land, Journal, Suède 2005

### Collections
- World Press Photo 1997, World Press Photo Foundation, Pays-Bas, 1998
- World Press Photo 1998, World Press Photo Foundation, Pays-Bas, 1999
- Inferno and Paradiso, Alfredo Jaar; BildMuseet, Riksutallningar and ACTAR, Suède 1999
- Photojournalism: The Professionals’ Approach, Kenneth Kobre; Focal Press, États-Unis 2000
- Facing the World, Great Moments in Photojournalism, Agence France-Presse; France, États-Unis, Abrams 2001
- Eurogeneration, Contrasto, Italie 2004
- Aesthetics, 4 Stop Press, États-Unis 2007
- It Won’t be Soon Before Long, Maroon 5, CD booklet; A&M Records, États-Unis 2007
- Drommen om verkligheten (Un rêve de réalité), Marie Lundquist; Journal, Suède 2007
- Aesthetics, Tango, États-Unis 2009

## Récompenses
- 1995: Prix Pulitzer en tant que membre du personnel du Los Angeles Times
- 1997: 1er prix, World Press Photo
- 1997: 3e prix, World Press Photo
- 1999: récompense d'excellence, Picture of the Year Contest